# مرتضی کاشی
مرتضی کاشی (زاده ۱۴ اردیبهشت ۱۳۶۰) یک بازیکن فوتبال اهل ایران است.